# Ciudad Bolívar, Venezuela

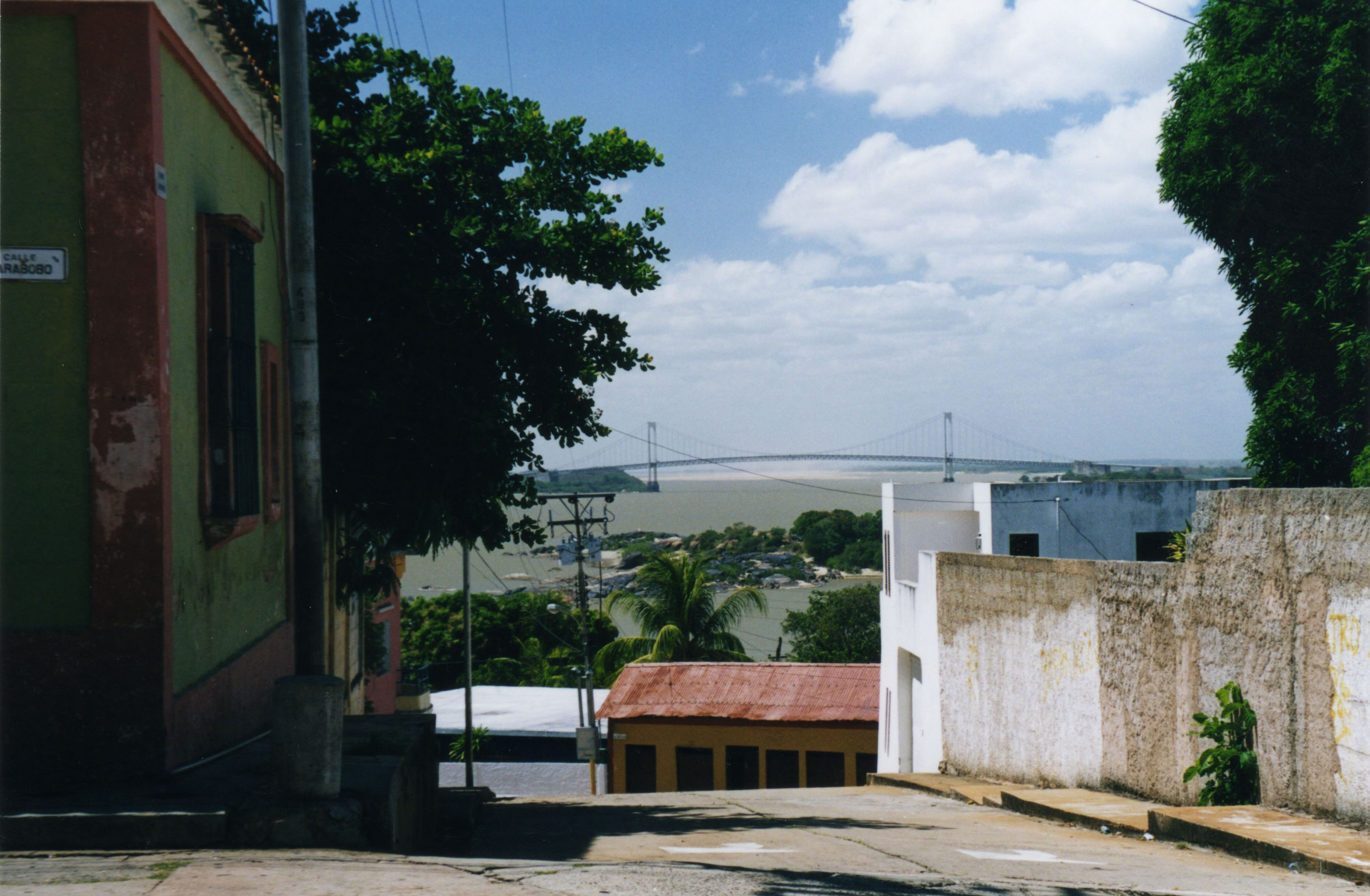
Gata i Ciudad Bolívar med utsikt över Orinoco och Angosturabron (2002).

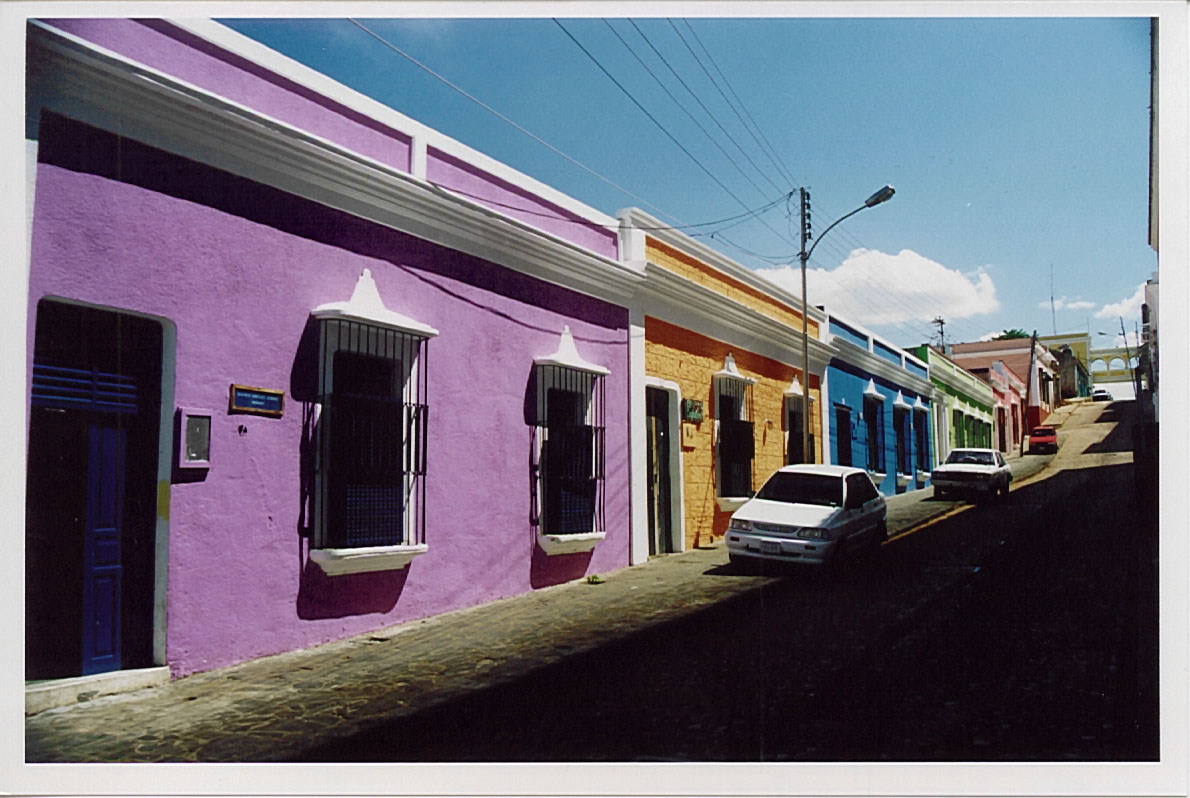
Gata med byggnader i kolonial stil i Ciudad Bolívar (2002).

Ciudad Bolívar är delstatshuvudstad i Bolívar i sydöstra Venezuela. Staden grundades som Angostura 1764 och bytte 1846 namn till Ciudad Bolívar. Det ursprungliga namnet, Angostura (avsmalning), syftar till stadens geografiska läge vid en punkt där Orinocofloden smalnar av till under en kilometers bredd. Utanför staden finns Angosturabron, en 1 678 meter lång och 57 meter hög hängbro som tills nyligen var den enda som korsade Orinocofloden i hela dess sträckning. Stadens folkmängd var 344 275 invånare år 2011. Ciudad Bolívar var länge regionens centrum men har på senare tid fått se sig omsprungen av den betydligt mer industrialiserade grannstaden Ciudad Guayana. 
År 1819 hölls här Angosturakongressen där Simon Bolivar utsågs till president och federationen Storcolombia grundades. I de historiska delarna av staden finns många kvarter med vacker kolonial bebyggelse. Den kände venezolanske skulptören Jesús Soto föddes i Ciudad Bolívar och har fått stadens moderna konstmuseum uppkallat efter sig. Staden används ofta som utgångspunkt för att besöka nationalparken Canaima och världens högsta vattenfall, Angelfallen. Dagstemperaturen varierar mellan 26 och 30 °C. 